# Nahom Mengistu
Nahom Mengistu (13 januari 1984) is een Nederlands-Eritrees voetballer. Als verdediger speelt hij zijn wedstrijden voor TOGR. Eerder speelde hij voor Excelsior Rotterdam. Mengistu maakte in 2007 voor het eerst deel uit van het Eritrees elftal.

## Overzicht
| Periode    | Club                | Competitie     |
| ---------- | ------------------- | -------------- |
| 20??-2006  | Excelsior Rotterdam | Eerste divisie |
| 2006-heden | TOGR Rotterdam      | Hoofdklasse    |

- Eritrees elftal: 0 interlands, 0 goals.